# Internationale Gesellschaft für Neue Musik

ISCM-Logo

Die International Society for Contemporary Music (ISCM) ist die älteste internationale Dachorganisation zur Förderung der Neuen Musik. Sie gilt als eine der bedeutendsten musikkulturellen Gesellschaften der Welt. Im deutschsprachigen Raum wird sie auch als Internationale Gesellschaft für Neue Musik (IGNM) bezeichnet.

## Organisation

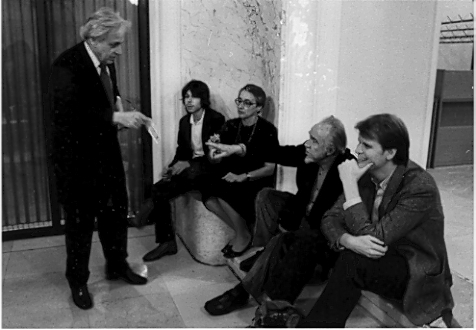
Von links nach rechts: György Ligeti, Lukas Ligeti, Vera Ligeti, Conlon Nancarrow und Michael Daugherty auf den ISCM World Music Days in Graz, Österreich, 1982

Die IGNM war ursprünglich eine Initiative der Zweiten Wiener Schule während der Salzburger Festspiele und versteht sich als internationales Netzwerk zur Förderung der Neuen Musik. Sie wurde am 11. August 1922 auf Anregung von Rudolf Réti und Egon Wellesz und in Anwesenheit der Komponisten Béla Bartók, Paul Hindemith, Arthur Honegger, Zoltán Kodály, Darius Milhaud, und Anton Webern sowie in Abwesenheit von Alban Berg, Maurice Ravel, Ottorino Respighi, Arnold Schönberg und Igor Stravinsky im Café Bazar in Salzburg gegründet. Nachdem Richard Strauss das Präsidium des Gründungskomitees übernommen hatte, wurde Edward Dent zum ersten Präsidenten gewählt. Sitz des 1923 entstandenen Dachverbandes ISCM wurde London.
Seit 2018 befindet sich ihr Sekretariat in Wien. Mit Glenda Keam (ISCM New Zealand) wird 2019 anlässlich der Weltmusiktage in Tallinn zum ersten Mal in der Geschichte der IGNM eine Frau zur Präsidentin gewählt. Ihr aktueller Präsident ist der US-Amerikaner Frank J. Oteri.
Die ISCM verfügt über 64 internationale Sektionen in 43 Ländern. Diese sind gewöhnlich unabhängig von der Dachorganisation und senden Delegierte zur Hauptversammlung der ISCM. Die Mitglieder der Sektionen sind ebenfalls Mitglieder der ISCM; sie können bis zu sechs Werke für die Aufführung im Rahmen der Weltmusiktage vorschlagen. Länderorganisationen, die zeitgenössische Musik fördern, aber nicht den Status einer Landessektion der ISCM besitzen, können als assoziierte Mitglieder geführt werden. Dieser Status überträgt sich auch auf die Mitglieder dieser Organisationen. Einzelne Berufsmusiker werden als Ehrenmitglieder geführt.
Die ISCM gibt das World New Music Magazine heraus.

## Weltmusiktage
Eine zentrale Aufgabe ist die Veranstaltung der Weltmusiktage (World New Music Days), die an jährlich wechselnden Orten stattfinden. Im Rahmen der Weltmusiktage findet neben musikalischen Veranstaltungen zur Neuen Musik auch ein Mitgliedertreffen der Organisation statt.
Weltmusiktage:
- 1923 in Salzburg
- 1924 in Prag/Salzburg
- 1925 in Prag/Venedig
- 1926 in Zürich
- 1927 in Frankfurt am Main
- 1928 in Siena
- 1929 in Genf
- 1930 in Liège/Brüssel
- 1931 in Oxford/London
- 1932 in Wien
- 1933 in Amsterdam
- 1934 in Florenz
- 1935 in Prag
- 1936 in Barcelona
- 1937 in Paris
- 1938 in London
- 1939 in Warschau/Krakau
- 1941 in New York
- 1942 in San Francisco
- 1946 in London
- 1947 in Kopenhagen/Lund
- 1948 in Amsterdam/Scheveningen
- 1949 in Palermo/Taormina
- 1950 in Brüssel
- 1951 in Frankfurt am Main
- 1952 in Salzburg
- 1953 in Oslo
- 1954 in Haifa
- 1955 in Baden-Baden
- 1956 in Stockholm
- 1957 in Zürich
- 1958 in Straßburg
- 1959 in Rom/Neapel
- 1960 in Köln
- 1961 in Wien
- 1962 in London
- 1963 in Amsterdam
- 1964 in Kopenhagen
- 1965 in Madrid
- 1966 in Stockholm
- 1967 in Prag
- 1968 in Warschau
- 1969 in Hamburg
- 1970 in Basel
- 1971 in London
- 1972 in Graz
- 1973 in Reykjavík
- 1974 in Rotterdam/Utrecht/Amsterdam/Den Haag/Hilversum
- 1975 in Paris
- 1976 in Boston
- 1977 in Bonn
- 1978 in Stockholm/Helsinki
- 1979 in Athen
- 1980 in Jerusalem/Tel Aviv/Be’er Scheva/Kibbuz Schefajim
- 1981 in Brüssel/Gent
- 1982 in Graz
- 1983 in Århus
- 1984 in Toronto/Montreal
- 1985 in Niederlande
- 1986 in Budapest
- 1987 in Köln/Bonn/Frankfurt am Main
- 1988 in Hongkong
- 1989 in Amsterdam
- 1990 in Oslo
- 1991 in Zürich
- 1992 in Warschau
- 1993 in Mexiko-Stadt
- 1994 in Stockholm
- 1995 in Essen/Bochum/Dortmund/Duisburg (Ruhrgebiet)
- 1996 in Kopenhagen
- 1997 in Seoul
- 1998 in Manchester
- 1999 in Rumänien/Republik Moldau
- 2000 in Luxemburg
- 2001 in Yokohama
- 2002 in Hongkong
- 2003 in Slowenien
- 2004 in der Schweiz
- 2005 in Zagreb
- 2006 in Stuttgart
- 2007 in Hongkong
- 2008 in Vilnius
- 2009 in Schweden
- 2010 in Sydney
- 2011 in Zagreb
- 2012 in Belgien
- 2013 in Košice/Bratislava/Wien
- 2014 in Breslau
- 2015 in Ljubljana
- 2016 in Tongyeong
- 2017 in Vancouver
- 2018 in Peking
- 2019 in Tallinn
- 2020 verschoben (COVID-19-Pandemie)
- 2021 verschoben (COVID-19-Pandemie)
- 2022 in Auckland/Christchurch
- 2023 in Johannesburg/Soweto/Kapstadt
- 2024 auf den Färöer-Inseln
- 2025 in Porto/Lissabon
- 2026 in Bukarest

## Logos der Weltmusiktage

Logo Ruhrgebiet 1995
Logo Luxemburg 2000
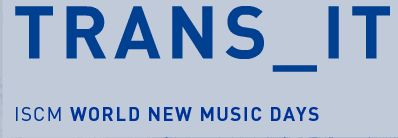
Logo Schweiz 2004
Logo Hongkong 2007
Logo Vilnius 2008
Logo Schweden 2009
Logo Zagreb 2011

## Juroren der Weltmusiktage (Auswahl)
- Ernest Ansermet, 1923, 1924, 1929, 1932, 1936, 1938
- Béla Bartók, 1924
- Alban Berg, 1928, 1931
- Luciano Berio, 1982
- Nadia Boulanger, 1932, 1934, 1951
- Pierre Boulez, 1961
- Elliott Carter, 1954, 1960, 1963, 1976
- Alfredo Casella, 1924, 1925, 1928, 1931, 1934
- Aaron Copland, 1942
- Luigi Dallapiccola, 1950, 1953, 1966
- Franco Donatoni, 1971, 1975
- Henri Dutilleux, 1956, 1962, 1967
- Brian Ferneyhough, 1978
- Luc Ferrari, 1972
- Wolfgang Fortner, 1958, 1960, 1969
- Vinko Globokar, 1972
- Alois Hába, 1927, 1932, 1938, 1958, 1961
- Cristóbal Halffter, 1968, 1970, 1975, 1980
- Hans Werner Henze, 1983
- Roman Haubenstock-Ramati, 1980, 1982
- Arthur Honegger, 1926
- Klaus Huber, 1965, 1969
- Jacques Ibert, 1930, 1937, 1948
- Mauricio Kagel, 1983
- Zoltán Kodály, 1925
- Marek Kopelent, 1977
- Ernst Krenek, 1934, 1941
- Rafael Kubelík, 1947
- Helmut Lachenmann, 1981, 1986
- Rolf Liebermann, 1955, 1957
- György Ligeti, 1966, 1972
- Witold Lutosławski, 1959, 1964, 1966, 1968, 1971
- Gian Francesco Malipiero, 1930, 1933, 1949
- Olivier Messiaen, 1955
- Darius Milhaud, 1938, 1942
- Tristan Murail, 1986
- Maurice Ravel, 1929
- Aribert Reimann, 1976
- Wolfgang Rihm, 1977
- Frederic Rzewski, 1981, 1983
- Hermann Scherchen, 1923, 1926, 1935
- Dieter Schnebel, 1977, 1982
- Erwin Schulhoff, 1930
- Mátyás Seiber, 1953, 1955, 1958
- Kazimierz Serocki, 1961, 1969
- Heinrich Strobel, 1955
- Hans Heinz Stuckenschmidt, 1951
- Karol Szymanowski, 1926
- Dimitri Terzakis, 1985
- Anton Webern, 1932, 1936
- Egon Wellesz, 1923, 1925
- Christian Wolff, 1977
- Iannis Xenakis, 1975
- Isang Yun, 1985

Quelle:

## Bedeutende Uraufführungen
- 1923, Salzburg, Paul Hindemith, Quintett für Streichquartett und Klarinette, op. 30 (mit dem Amar-Hindemith-Quartett)
- 1923, Salzburg, William Walton, Streichquartett Nr. 1
- 1924, Prag, Arnold Schönberg, Erwartung, op. 17 (Leitung: Alexander von Zemlinsky)
- 1924, Prag, Alexander von Zemlinsky, Lyrische Suite, op. 18
- 1924, Salzburg, Ernst Krenek, Streichquartett Nr. 4, op. 24
- 1924, Salzburg, Paul Hindemith, Streichtrio, op. 34
- 1925, Venedig, Hanns Eisler, Duo für Vl/Vc
- 1926, Zürich, Anton Webern, 5 Stücke für Orchester, op. 10
- 1935, Prag, Karl Amadeus Hartmann, Miserae
- 1935, Prag, Anton Webern, Konzert für 9 Instrumente, op. 24
- 1936, Barcelona, Alban Berg, Violinkonzert (Violine: Louis Krasner)
- 1936, Barcelona, Ernst Krenek, Fragmente aus Karl V.
- 1938, London, Anton Webern, Kantate Das Augenlicht, op. 26
- 1946, London, Anton Webern, Kantate Nr. 1, op. 29
- 1950, Brüssel, Anton Webern, Kantate Nr. 2, op. 32
- 1954, Haifa, André Jolivet, Symphonie Nr. 1
- 1955, Baden-Baden, Pierre Boulez, Le Marteau sans Maître (SWF-Orchester Baden-Baden)
- 1957, Zürich, Arnold Schönberg, Moses und Aron (szenische Uraufführung)
- 1960, Köln, Mauricio Kagel, Anagrama
- 1960, Köln, György Ligeti, Apparitions
- 1960, Köln, Karlheinz Stockhausen, Kontakte
- 1960, Köln, Isang Yun, Streichquartett Nr. 3
- 1960, Köln, Bernd Alois Zimmermann, Nobody knows, Konzert für Trompete
- 1961, Wien, Krzysztof Penderecki, Dimensionen der Zeit und Stille
- 1962, London, Klaus Huber, Cujus Legibus Rotantur Poli
- 1963, Amsterdam, Heinz Holliger, Kantate Erde und Himmel
- 1967, Prag, Alois Hába, Streichquartett Nr. 16
- 1968, Warschau, Friedrich Cerha, Spiegel I
- 1975, Paris, Peter Ruzicka, Befragung
- 1982, Graz, Dieter Schnebel, Thanatos Eros II
- 1982, Graz, Christoph Delz, Die Atmer der Lydia
- 1982, Graz, Heinz Holliger, Jahreszeiten (mit dem Arnold Schoenberg Chor, Leitung: Erwin Ortner)
- 1982, Graz, Roman Haubenstock-Ramati, Nocturnes II
- 1982, Graz, Conlon Nancarrow, Piece for Small Orchestra, String Quartet, Study Nr. 3a, 10, 12, 21, 25, 36, 37, 40b, 41c, 43 for Player Piano
- 1982, Graz, Michael Nyman, A Handsom-Smooth-Sweet-Clear-Stroke: Or Else Play not at All (mit dem ORF-Sinfonie Orchester Wien, Leitung: Lothar Zagrosek)
- 1983, Aarhus, Hans Werner Henze, 3 Concerti Piccoli
- 1983, Aarhus, Witold Lutosławski, Symphony Nr. 3
- 1983, Aarhus, Pascal Dusapin, String Quartet (mit dem Arditti Quartet)
- 1983, Aarhus, Iannis Xenakis, Tetra (mit dem Arditti Quartet)
- 1984, Toronto/Montreal, Vinko Globokar, Laboratorium
- 1987, Köln/Bonn/Frankfurt am Main, Giacinto Scelsi, Uaxuctum (mit dem Kölner Rundfunkchor, dem Kölner Rundfunk-Sinfonieorchester, Leitung: Hans Zender)
- 1987, Köln/Bonn/Frankfurt am Main, Dieter Schnebel, Stichworte - Stichnoten (mit Dieter Schnebel)
- 1987, Köln/Bonn/Frankfurt am Main, Vinko Globokar, Les Emigrés
- 1987, Köln/Bonn/Frankfurt am Main, John Cage, Music for 13
- 1989, Amsterdam, Michael Jarrell, Assonance III
- 1990, Oslo, Unsuk Chin, Troerinnen
- 1990, Oslo, György Kurtág, Ligatura - Message to Frances-Marie: The Answered Unanswered Question
- 1995, Ruhrgebiet, György Kurtág, Three Messages (mit dem Kölner Rundfunk-Sinfonieorchester)
- 1995, Ruhrgebiet, Toshio Hosokawa, Super Flumina Babylonis (mit dem Ensemble Modern, Leitung: Eberhard Kloke)
- 1995, Ruhrgebiet, Walter Zimmermann, Diastasis (mit dem Ensemble Modern, Leitung: Eberhard Kloke)
- 1995, Ruhrgebiet, Chaya Czernowin, Amber
- 1995, Ruhrgebiet, Kunsu Shim, (untitled)
- 1998, Manchester, Peter Maxwell Davies, Il Rozzo Martello (mit den BBC Singers)
- 2000, Luxemburg, Wolfgang Rihm, Jagden und Formen, Zustand X/2000 (mit dem Ensemble Modern)
- 2004, Schweiz, Johannes Schöllhorn, Rote Asche
- 2006, Stuttgart, Georges Aperghis, Wölfli Kantata (mit dem Ensemble Neue Vocalsolisten Stuttgart und dem SWR Vokalensemble)
- 2006, Stuttgart, Francesco Filidei, Altro Recercar
- 2006, Stuttgart, Jennifer Walshe, passenger
- 2006, Stuttgart, Samir Odeh-Tamimi, LÁMA POÍM
- 2006, Stuttgart, Younghi Pagh-Paan, Mondschatten (mit der Staatsoper und dem Staatsorchester Stuttgart)
- 2013, Kosice/Bratislava/Wien, Bernhard Lang, Monadologie XXIV…The Stoned Guest
- 2014, Wroclaw, Slawomir Kupczak, Symphony Nr. 2 für 100 Motorräder, elektrische Gitarre, Perkussion und Elektronik
- 2015, Ljubljana, Nina Šenk, Into the Shades
- 2016, Tongyeong, Yejune Synn, Zoetrope (mit dem Changwon Philharmonic Orchestra)
- 2016, Tongyeong, Nick Roth, Woodland Heights (mit dem Hong Kong New Music Ensemble)

Quelle:

## Bedeutende Aufführungen
- 1923, Salzburg, Arnold Schönberg, Die hängenden Gärten, op. 15
- 1923, Salzburg, Alban Berg, Streichquartett, op. 3
- 1924, Prag, Arthur Honegger, Pacific 231
- 1924, Prag, Sergej Prokofieff, Violinkonzert
- 1924, Prag, Igor Strawinsky, Chant du Rossignol
- 1925, Venedig, Maurice Ravel, Tzigane für Vl/Kl
- 1925, Venedig, Igor Strawinsky, Klaviersonate
- 1926, Zürich, Paul Hindemith, Konzert für Orchester, op. 38
- 1926, Zürich, Kurt Weill, Violinkonzert, op. 12
- 1929, Genf, Leoš Janáček, Missa Glagolskaya
- 1931, London, Anton Webern, Symphonie, op. 21, für kleines Orchester
- 1933, Amsterdam, Igor Strawinsky, Symphonie des Psaumes
- 1934, Florenz, Maurice Ravel, Klavierkonzert für die linke Hand
- 1935, Prag, Alban Berg, Lulu-Suite
- 1935, Prag, Arnold Schönberg, Variationen für Orchester, op. 31
- 1938, London, Olivier Messiaen, aus: La Nativité du Seigneur für Orgel
- 1942, San Francisco, Paul Hindemith, Symphonie in Es
- 1946, London, Béla Bartók, Konzert für Orchester
- 1946, London, Olivier Messiaen, Quatuor pour la Fin du Temps
- 1946, London, Arnold Schönberg, Ode an Napoleon Bonaparte, op. 41
- 1951, Frankfurt am Main, Olivier Messiaen, 5 Rechants
- 1952, Salzburg, Bernd Alois Zimmermann, Violinkonzert
- 1953, Oslo, Zoltán Kodály, Konzert für Orchester
- 1966, Stockholm, Karlheinz Stockhausen, Kontra-Punkte Nr. 1
- 1957, Zürich, Karl Amadeus Hartmann, Symphonie Nr. 6
- 1958, Strassburg, Bernd Alois Zimmermann, Symphonie
- 1959, Rom, Luigi Nono, Incontri für 24 Instrumente
- 1959, Neapel, Igor Strawinsky, Agon
- 1959, Neapel, Igor Strawinsky, Pribaoutki
- 1959, Neapel, Karlheinz Stockhausen, Klavierstück XI
- 1959, Neapel, Karlheinz Stockhausen, Gesang der Jünglinge
- 1960, Köln, Karl Amadeus Hartmann, Symphonie Nr. 7
- 1960, Köln, Darius Milhaud, Symphonie Nr. 8
- 1961, Wien, Roman Haubenstock-Ramati, Séquences für Vl und 4 Orchestergruppen
- 1961, Wien, Edgar Varèse, Arcana
- 1963, Amsterdam, Karl Amadeus Hartmann, Symphonie Nr. 8
- 1963, Amsterdam, Pierre Boulez, Klaviersonate Nr. 2
- 1963, Amsterdam, Krzysztof Penderecki, Threnos
- 1964, Kopenhagen, Edgar Varèse, Offrandes
- 1965, Madrid, Krzysztof Penderecki, Stabat mater für 3 Chöre a cappella
- 1965, Madrid, Arnold Schönberg, A Survivor from Warsaw, op. 46
- 1966, Stockholm, Karlheinz Stockhausen, Mikrophonie II
- 1966, Stockholm, Edgar Varèse, Octandre
- 1968, Warschau, Klaus Huber, Tenebrae für Orchester
- 1968, Warschau, György Ligeti, Requiem
- 1969, Hamburg, Roman Haubenstock-Ramati, Symphonie „K“
- 1969, Hamburg, Helmut Lachenmann, Consolation II für 16 Stimmen
- 1969, Hamburg, Bernd Alois Zimmermann, Présence
- 1971, London, György Ligeti, Kammerkonzert
- 1971, London, Salvatore Sciarrino, …Da und Divertimento
- 1971, London, Iannis Xenakis, Atrées
- 1972, Graz, Mauricio Kagel, Repertoire (aus Staatstheater)
- 1972, Graz, Witold Lutosławski, Konzert für Vc und Orchester
- 1972, Graz, Dieter Schnebel, Glossolalie
- 1980, Jerusalem, György Ligeti, Konzert für Vc
- 1981, Brüssel/Gent, Brian Ferneyhough, Time and Motion Study I
- 1981, Brüssel/Gent, George Crumb, Eleven Echoes of Autumn
- 1981, Brüssel/Gent, Vinko Globokar, La Tromba è mobile
- 1981, Brüssel/Gent, Younghi Pagh-Paan, Sori
- 1982, Graz, Hans Werner Henze, Ragtime und Habaneras
- 1982, Graz, Mauricio Kagel, Fürst Igor, Strawinsky (Leitung: Mauricio Kagel, Schlagzeug: Manos Tsangaris)
- 1982, Graz, György Ligeti, Atmosphères (mit den Wiener Symphonikern)
- 1982, Graz, John Cage, Credo in US
- 1982, Graz, Pierre Boulez, Improvisation sur Mallarmé II
- 1982, Graz, Karlheinz Stockhausen, Kreuzspiel
- 1982, Graz, Cornelius Cardew, We Think for the Future (Klavier: Frederic Rzewski)
- 1982, Graz, Luigi Nono, Polifonia, Monodia, Ritmica
- 1982, Graz, Luciano Berio, Entrata/Encore
- 1982, Graz, Sonny Rollins, Quintet
- 1983, Aarhus, Giacinto Scelsi, String Quartet Nr. 4 (mit dem Arditti Quartet)
- 1983, Aarhus, Brian Ferneyhough, String Quartet Nr. 2 (mit dem Arditti Quartet)
- 1983, Aarhus, Karlheinz Stockhausen, Mantra
- 1983, Aarhus, Steve Reich, Music for Mallet Instruments, Voices and Organ
- 1983, Aarhus, Georges Aperghis, Récitations pour voix seule (Nos. 1,2,3,8,9,10,14)
- 1983, Aarhus, Arvo Pärt, Fratres (Version für Violine und Klavier, 1980)
- 1983, Aarhus, Louis Andriessen, Workers Union
- 1983, Aarhus, Klaus Huber, Beati Pauperes II (1979)
- 1983, Aarhus, Tristan Murail, Gondwana
- 1983, Aarhus, Ernst Krenek, Arc of Life (op. 234, 1981)
- 1983, Aarhus, Adriana Hölszky, Space
- 1983, Aarhus, Mauricio Kagel, Dressur
- 1984, Toronto/Montreal, Jonty Harrison, Klang
- 1984, Toronto/Montreal, Francis Dhomont, Points de fuite
- 1984, Toronto/Montreal, Unsuk Chin, Gestalten
- 1984, Toronto/Montreal, Isang Yun, Exemplum in memoriam Kwangju
- 1984, Toronto/Montreal, Brian Ferneyhough, Adagissimo (mit dem Arditti Quartet)
- 1984, Toronto/Montreal, György Kurtág, Quatuor op. 1 (mit dem Arditti Quartet)
- 1985, Niederlande, Klaus Huber, …Nudo que ansi juntaís…
- 1985, Niederlande, Luciano Berio, Fa-Si
- 1985, Niederlande, Kaija Saariaho, Verblendungen für großes Orchester und Zuspielband
- 1985, Niederlande, Helmut Lachenmann, Movement - vor der Erstarrung (mit dem Ensemble Modern, Leitung: Lothar Zagrosek)
- 1985, Niederlande, Karlheinz Stockhausen, Klavierstück XII
- 1986, Budapest, Luigi Nono, A Carlo Scarpa architetto ai suoi infiniti possibili
- 1986, Budapest, Samuel Beckett, Acte sans paroles (I. Thirst, II. Mr. A and Mr. B)
- 1986, Budapest, György Ligeti, Aventures
- 1987, Köln/Bonn/Frankfurt am Main, Giacinto Scelsi, Ein Blitzstrahl… und der Himmel öffnete sich (mit dem Kölner Rundfunkchor und dem Kölner Rundfunk-Sinfonieorchester, Leitung: Hans Zender)
- 1987, Köln/Bonn/Frankfurt am Main, Giacinto Scelsi, Hurqualia – Ein anderes Königreich (mit dem Kölner Rundfunk-Sinfonieorchester, Leitung: Hans Zender)
- 1987, Köln/Bonn/Frankfurt am Main, Giacinto Scelsi, Hymnos (mit dem Kölner Rundfunk-Sinfonieorchester, Leitung: Hans Zender)
- 1987, Köln/Bonn/Frankfurt am Main, Carola Bauckholt, Die faule Vernunft
- 1987, Köln/Bonn/Frankfurt am Main, Hans Zender, Hölderlin lesen
- 1987, Köln/Bonn/Frankfurt am Main, Luigi Nono, Fragmente - Stille an Diotima
- 1987, Köln/Bonn/Frankfurt am Main, The Lost Chord, mit Phil Minton, Christian Marclay, Günter Christmann und Torsten Müller
- 1987, Köln/Bonn/Frankfurt am Main, Christian Wolff, Long Peace March (mit dem Ensemble Modern, Leitung: Ingo Metzmacher)
- 1987, Köln/Bonn/Frankfurt am Main, Iannis Xenakis, Jalons (mit dem Ensemble intercontemporain, Leitung: Arturo Tamayo)
- 1987, Köln/Bonn/Frankfurt am Main, Klaus Huber, Erinnere dich an G... (mit dem Ensemble InterContemporain, Leitung: Arturo Tamayo)
- 1987, Köln/Bonn/Frankfurt am Main, Pascal Dusapin, Niobé ou le rocher de Sipyle (mit dem Ensemble InterContemporain, Leitung: Arturo Tamayo)
- 1987, Köln/Bonn/Frankfurt am Main, Michael Gielen, Ein Tag tritt hervor
- 1987, Köln/Bonn/Frankfurt am Main, Mauricio Kagel, Ein Brief
- 1987, Köln/Bonn/Frankfurt am Main, Wolfgang Rihm, Chiffre VII
- 1987, Köln/Bonn/Frankfurt am Main, Heiner Goebbels, Thränen des Vaterlandes
- 1987, Köln/Bonn/Frankfurt am Main, Karlheinz Stockhausen, Xi, Drachenkampf und Argument, Vision und Donnerstags-Abschied (Michaels Abschied), mit Karlheinz Stockhausen, Kathinka Pasveer, Markus Stockhausen, Nicholas Isherwood, Mike Svoboda, Andreas Boettger, Julian Pike, Michael Obst, Michèle Noiret, Jean Christian Jalon
- 1988, Hongkong, Morton Feldman, Palais de mari
- 1988, Hongkong, John Cage, Song Books I-II
- 1988, Hongkong, Brian Ferneyhough, String Quartet Nr. 3
- 1988, Hongkong, Philip Glass, Opening
- 1988, Hongkong, Gérard Grisey, Talea
- 1988, Hongkong, Hans Werner Henze, El Cimarrón
- 1988, Hongkong, Liza Lim, Pompes Funèbres
- 1988, Hongkong, Helmut Lachenmann, Staub
- 1988, Hongkong, Tan Dun, In Distance
- 1988, Hongkong, Toru Takemitsu, Orion and the Pleiades
- 1989, Amsterdam, Unsuk Chin, Canzone II
- 1989, Amsterdam, Unsuk Chin, Gradus ad infinitum
- 1989, Amsterdam, Stefano Gervasoni, Un recitativo
- 1989, Amsterdam, Fausto Romitelli, Have your trip
- 1989, Amsterdam, Kaija Saariaho, Nymphea (mit dem Arditti Quartet)
- 1990, Oslo, Uros Rojko, Der Atem der verletzten Zeit
- 1990, Oslo, Iannis Xenakis, Epicycles
- 1990, Oslo, Alfred Schnittke, Concerto Grosso I
- 1990, Oslo, Giacinto Scelsi, Ygghur
- 1990, Oslo, Louis Andriessen, La Voce
- 1990, Oslo, John Adams, Shaker Loops
- 1990, Oslo, Daniel Ott, Zampugn
- 1990, Oslo, Mauricio Kagel, Musik für Tasteninstrumente und Orchester
- 1990, Oslo, Toru Takemitsu, Rain Spell
- 1990, Oslo, György Ligeti, Ramifications
- 1990, Oslo, Krzysztof Penderecki, Viola concerto
- 1990, Oslo, Vinko Globokar, Kolo
- 1990, Oslo, Tristan Murail, Allégories
- 1990, Oslo, Gérard Grisey, Partiels
- 1991, Zürich, Rolf Liebermann, 3 x 1 = CH + X
- 1991, Zürich, Klaus Huber, Erniedrigt – geknechtet – verlassen – verachtet...
- 1991, Zürich, Heinz Holliger, Scardanelli-Zyklus
- 1991, Zürich, Karlheinz Stockhausen, In Freundschaft
- 1991, Zürich, Karlheinz Stockhausen, Mikrophonie I
- 1991, Zürich, Wolfgang Rihm, Hölderlin-Fragmente
- 1991, Zürich, Friedrich Cerha, 2nd String Quartet
- 1991, Zürich, Liza Lim, Voodoo Child
- 1991, Zürich, Mauricio Kagel, Sonant
- 1992, Warschau, Krzysztof Penderecki, The Devils of Loudun
- 1992, Warschau, Matthias Pintscher, 2nd String Quartet
- 1992, Warschau, Daniel Ott, Molto semplicemente
- 1992, Warschau, Hans Wüthrich-Mathez, Annäherungen an Gegenwart
- 1992, Warschau, Henryk Mikołaj Górecki, Beatus Vir
- 1993, Mexiko-Stadt, Helmut Lachenmann, Reigen seliger Geister (mit dem Arditti Quartet)
- 1993, Mexiko-Stadt, Brian Ferneyhough, 4th String Quartet (mit dem Arditti Quartet)
- 1993, Mexiko-Stadt, Hilda Paredes, Oxkintok
- 1993, Mexiko-Stadt, Salvatore Sciarrino, Esplorazione del bianco
- 1993, Mexiko-Stadt, Conlon Nancarrow, Estudios #21 (canon X), #3a (from Boogie-Woogie Suite), #36, #12, #29, #43, Cuarteto No. 1, #37, #41c, Contraption #1, Toccata for violin and mechanic piano, Cuarteto No. 3 (mit dem Arditti Quartet)
- 1994, Stockholm, Caspar Johannes Walter, Durchscheinende Etüden, Simultankonzept IV
- 1994, Stockholm, Fausto Romitelli, La Sabbia del Tempo
- 1994, Stockholm, Uros Rojko, Et puis plus rien le rève
- 1994, Stockholm, Klaus Huber, Des Dichters Pflug
- 1994, Stockholm, Rolf Riehm, Weeds in Ophelia’s Hair
- 1994, Stockholm, Henri Pousseur, Scambi
- 1994, Stockholm, Luciano Berio, Perspectives
- 1995, Ruhrgebiet, Peter Eötvös, Psychokosmos
- 1995, Ruhrgebiet, György Kurtág, Grabstein für Stephan op. 15c (mit dem Kölner Rundfunk-Sinfonieorchester)
- 1995, Ruhrgebiet, György Kurtág, Stele op. 33 (mit dem Kölner Rundfunk-Sinfonieorchester)
- 1995, Ruhrgebiet, Luigi Nono, Caminantes … Ayacucho (mit dem Experimentalstudio der Heinrich-Strobel-Stiftung des SWF)
- 1995, Ruhrgebiet, George Crumb, Echoes of Time and the River, Four Processionals for Orchestra
- 1995, Ruhrgebiet, Morton Feldman, Piano and Orchestra
- 1995, Ruhrgebiet, Giacinto Scelsi, Hymnos
- 1995, Ruhrgebiet, Olga Neuwirth, Spleen
- 1995, Ruhrgebiet, Georg Friedrich Haas, Nacht-Schatten (mit dem Klangforum Wien, Leitung: Peter Rundel)
- 1995, Ruhrgebiet, Beat Furrer, Studie II - A un moment de terre perdu (mit dem Klangforum Wien, Leitung: Peter Rundel)
- 1995, Ruhrgebiet, Hans Werner Henze, Symphonie Nr. 7 (mit dem BBC Symphony Orchestra London, Leitung: Peter Eötvös)
- 1995, Ruhrgebiet, John Cage, FOUR for string quartet (mit dem Arditti Quartet)
- 1995, Ruhrgebiet, Sam Hayden, Picking Up the Pieces
- 1996, Kopenhagen, Caspar Johannes Walter, Durchscheinende Etüden I-VIII/c
- 1996, Kopenhagen, Olga Neuwirth, Sans Soleil
- 1996, Kopenhagen, Unsuk Chin, Akrostichon-Wortspiel
- 1996, Kopenhagen, Francis Dhomont, Espace/Escape
- 1996, Kopenhagen, Jonathan Harvey, Advaya
- 1996, Kopenhagen, Carola Bauckholt, In gewohnter Umgebung II
- 1996, Kopenhagen, Alban Berg, Lulu
- 1996, Kopenhagen, Mauricio Kagel, Interview avec D.
- 1996, Kopenhagen, Toshio Hosokawa, Interim
- 1996, Kopenhagen, Elliott Carter, Con Leggerezza Pensosa
- 1997, Seoul, Gilbert Amy, Trois Scènes
- 1997, Seoul, Brian Ferneyhough, On Stellar Magnitudes
- 1997, Seoul, Mauricio Kagel, Westen
- 1997, Seoul, Carola Bauckholt, Treibstoff
- 1997, Seoul, Gérard Grisey, Les Chants de l’Amour
- 1997, Seoul, Thomas Kessler, Voice Control
- 1997, Seoul, John Cage, Music for Five
- 1997, Seoul, Isang Yun, Violin Concerto
- 1998, Manchester, Peter Maxwell Davies, Worldes Blis (mit dem BBC Symphony Orchestra London, Leitung: Sir Peter Maxwell Davies)
- 1998, Manchester, Sofia Gubaidulina, De profundis
- 1998, Manchester, Harrison Birtwistle, Pulse Shadows (mit dem Arditti Quartet)
- 1998, Manchester, Luciano Berio, Glosse (mit dem Arditti Quartet)
- 1998, Manchester, Brian Ferneyhough, String Trio (mit dem Arditti Quartet)
- 1998, Manchester, Just before, mit der Rosas Dance Company (Anne Teresa De Keersmaeker) und Ictus Ensemble, Tanztheater mit Werken von John Cage, Steve Reich, Iannis Xenakis, Magnus Lindberg, Thierry de Mey, Pierre Bartholomée und Claude Debussy
- 1998, Manchester, Beat Furrer, Time Out
- 1998, Manchester, Luciano Berio, Ekphrasis (continuo II), (mit dem Hallé Orchestra, Leitung: Kent Nagano)
- 1998, Manchester, Kaija Saariaho, Château de l’âme, (mit dem Hallé Orchestra, Leitung: Kent Nagano)
- 1998, Manchester, Salvatore Sciarrino, Waiting for the Wing
- 1998, Manchester, Olivier Messiaen, Cinq Rechants (mit den BBC Singers)
- 1998, Manchester, Mauricio Kagel, Orchestrion-Straat (mit der London Sinfonietta, Leitung: James Wood)
- 1999, Rumänien/Moldawien, Rebecca Saunders, Into the Blue
- 2000, Luxemburg, Morton Feldman, For Philip Guston
- 2000, Luxemburg, Moritz Eggert, Der Andere (nach der Novelle The Outsider von H.P. Lovecraft)
- 2000, Luxemburg, Mauricio Kagel, Duodramen (mit Roland Hermann, Bariton)
- 2000, Luxemburg, Tan Dun, The Gate, Orchestral Theatre IV (mit dem BBC Symphony Orchestra, Leitung: Tan Dun)
- 2002, Hongkong, Krzysztof Penderecki, Concerto Grosso
- 2002, Hongkong, Terry Riley, In C
- 2002, Hongkong, Thomas Adès, Arcadiana
- 2002, Hongkong, Shintaro Imai, La litte bleue
- 2002, Hongkong, Kaija Saariaho, Graal Theatre
- 2002, Hongkong, Guo Wenjing, Melodies of Western Yunnan
- 2003, Slowenien, John Zorn, Contes de fées (mit der Slowenischen Philharmonie)
- 2003, Slowenien, Friedrich Cerha, Five Pieces
- 2003, Slowenien, Krzysztof Penderecki, Sinfonietta No. 2 (mit dem RTV Slovenia Symphony Orchestra)
- 2003, Slowenien, Philippe Manoury, Metal (mit den Percussions de Strasbourg)
- 2003, Slowenien, Klaus Huber, Intarsi
- 2003, Slowenien, Vinko Globokar, Zlom, Blinde Zeit, Eppure si muove (mit dem Klangforum Wien und Vinko Globokar)
- 2004, Schweiz, Carola Bauckholt, Hubschrauber
- 2004, Schweiz, Oscar Bianchi, De rerum natura
- 2004, Schweiz, Elliott Carter, Dialogues pour piano et orchestre (mit dem Orchestre de Chambre de Lausanne)
- 2004, Schweiz, Unsuk Chin, Violin Concerto
- 2004, Schweiz, Brian Ferneyhough, Opus Contra Naturam (mit dem Ensemble Contrechamps)
- 2004, Schweiz, Lars Petter Hagen, Voices to voices, lip to lip
- 2004, Schweiz, Michael Jarrell, Abschied (mit dem Ensemble Contrechamps)
- 2004, Schweiz, Heinz Holliger, Turm Musik (mit dem Orchestre de Chambre de Lausanne)
- 2005, Zagreb, Aaron Cassidy, Metallic Dust
- 2005, Zagreb, Panayiotis Kokoras, Holophony
- 2005, Zagreb, Wolfgang Rihm, Chiffre VI
- 2005, Zagreb, Fausto Romitelli, Amok Koma
- 2005, Zagreb, Beat Furrer, Presto con fuoco
- 2005, Zagreb, Uri Caine, Trio
- 2006, Stuttgart, Germán Toro Pérez, Stadtplan von New York (mit dem ensemble mosaik, Leitung: Enno Poppe)
- 2006, Stuttgart, Mauricio Kagel, Phonophonie
- 2006, Stuttgart, Johannes Kreidler, RAM microsystems
- 2006, Stuttgart, Panayiotis Kokoras, Paranormal
- 2006, Stuttgart, Dai Fujikura, Okeanos Breeze (mit dem Ensemble recherche)
- 2006, Stuttgart, Jennifer Walshe, meanwhile, back at the ranch
- 2006, Stuttgart, Fausto Romitelli, An Index of Metals (mit dem Ensemble musikFabrik und Barbara Hannigan)
- 2006, Stuttgart, Julio Estrada, Murmullos del páramo (mit dem Ensemble Neue Vocalsolisten Stuttgart, Mike Svoboda, Ko Ishikawa, Stefano Scodanibbio, Llorenç Barber und Magnus Andersson)
- 2013, Kosice/Bratislava/Wien, Unsuk Chin, snagS&Snarls
- 2013, Kosice/Bratislava/Wien, Beat Furrer, Phasma
- 2013, Kosice/Bratislava/Wien, Arvo Pärt, Spiegel im Spiegel
- 2013, Kosice/Bratislava/Wien, Kaija Saariaho, Aile du songe
- 2013, Kosice/Bratislava/Wien, Jennifer Walshe, Silently & Very fast
- 2014, Wroclaw, Thomas Vaquié, O (Omicron)
- 2014, Wroclaw, Frederik Neyrinck, Contr’Action II (mit dem Klangforum Wien)
- 2014, Wroclaw, Samuel Holloway, Village (mit dem Klangforum Wien)
- 2014, Wroclaw, Pierluigi Billone, Eben und anders (mit dem Klangforum Wien)
- 2014, Wroclaw, Peter Eötvös, Angels in America (Ensemble, Chor und Orchester der Oper Wroclaw)
- 2014, Wroclaw, Krzysztof Penderecki, Paradise Lost (Ensemble, Chor und Orchester der Oper Wroclaw)
- 2014, Wroclaw, Ryoji Ikeda, Datamatics
- 2014, Wroclaw, György Ligeti, Lux Aeterna
- 2014, Wroclaw, Stefan Prins, Piano Hero #1
- 2015, Ljubljana, Hector Parra, inFALL
- 2015, Ljubljana, Vito Žuraj, Hawk-Eye
- 2016, Tongyeong, Isao Matsushita, Prayer of the Firmament (mit dem Changwon Philharmonic Orchestra)
- 2016, Tongyeong, Pierre Boulez, Dérive (mit dem Hong Kong New Music Ensemble)
- 2016, Tongyeong, Randolph Peters, Hallucinations (mit dem Gyeonggi Philharmonic Orchestra)
- 2018, Beijing, Jia Guoping, The Pine-soughing Valley (mit dem China National Symphony Orchestra)
- 2018, Beijing, Caleb Burhans, Escape Wisconsin (Alarm Remix) (mit dem Ensemble Alarm Will Sound)
- 2018, Beijing, Guo Wenjing, Wild Fire (Bamboo Flute Concerto Nr. 2) (mit dem Hanzhou Philharmonic Orchestra)
- 2019, Tallinn, Wim Henderickx, Blossoming. Three Prayers for a Better World (mit dem Estonian Philharmonic Chamber Choir, Leitung: Kaspars Putnins)
- 2019, Tallinn, Alexander Schubert, Star Me Kitten
- 2019, Tallinn, Stefan Prins, Generation Kill - offspring 1
- 2019, Tallinn, Liza Lim, Burning House
- 2022, Neuseeland, Motoharu Kawashima, Three Pieces from Action Music for solo piano
- 2022, Neuseeland, Liza Lim, bioluminescence
- 2022, Neuseeland, Reuben de Lautour, An Auscultation of Reminiscence for viola and live electronics
- 2022, Neuseeland, Alex Nadzharov, hsDIhvpytOHWwIRTsUPYkeeygAcaUs for fixed media, 8 channel ambisonics
- 2023, Südafrika, Moritz Eggert, Tamam Shud
- 2023, Südafrika, Lukas Ligeti, Suite for Burkina Electric & Orchestra
- 2023, Südafrika, Michael Mosoeu Moerane, Fatše la Heso (My Country)
- 2023, Südafrika, Cameron Harris, Dances for a Gathered Storm
- 2023, Südafrika, Daniel Muhuni Mbutch Mjingoma, Music for Electronic Table
- 2023, Südafrika, Cris Derksen, The Bells
- 2023, Südafrika, Unsuk Chin, Fantaisie Mécanique
- 2023, Südafrika, Gérard Grisey, Talea
- 2023, Südafrika, György Ligeti, Piano Concerto
- 2024, Färöer, Per Nørgard, Within The Fairy Ring And Out Of It
- 2024, Färöer, James O’Callaghan, Hair's Breadth (ISCM Young Composers Award)
- 2024, Färöer, Valentin Silvestrov, The Messenger
- 2024, Färöer, Kaija Saariaho, Tag des Jahrs
- 2024, Färöer, Harry Crowl, String Quartet no. 4, Uma qualquer esperança [Just any hope]
- 2025, Lissabon/Porto, Natasha Barrett, Impossible Moments from Venice 3 / The Other Side of the Lagoon
- 2025, Lissabon/Porto, Manuella Blackburn, Home Truths
- 2025, Lissabon/Porto, Gilles Gobeil, Un cercle hors de l’arbre
- 2025, Lissabon/Porto, Sam Hayden, Die Abkehr (Turning Away)
- 2025, Lissabon/Porto, Mirela Ivičević,  Innate Heaven (Music for Religious Institutions, Chapter I)
- 2025, Lissabon/Porto, Panayiotis Kokoras, Useless Box

Quelle:

## Vorstand (Stand: 6/2025)
- Frank J. Oteri, USA (Vorsitzender)
- Rebecca Diependaele, Belgien (stellv. Vorsitzende)
- Chia-Lin Pan, Taiwan
- Deborah Keyser, Wales
- Magnus Bunnskog, Schweden
- David Pay, Music on Main/Kanada (Schatzmeister)
- Olga Smetanová, Slowakei (Generalsekretärin)

## Präsidenten
- Edward Dent (UK) 1922–1938
- Edwin Evans (UK) 1938–1945
- Edward Dent (UK) 1945–1947
- Edward Clark (UK) 1947–1952
- Pauline Hall (NO) 1952–1953, Collective Presidency
- Benjamin Frankel (UK) 1952–1953, Collective Presidency
- Stanley Glasser (ZA) 1952–1953, Collective Presidency
- Carlos Riesco (CL) 1952–1953, Collective Presidency
- Lex van Delden (NL) 1952–1953, Collective Presidency
- Johan Bentzon (DK) 1953–1954
- Goffredo Petrassi (IT) 1954–1956
- Heinrich Strobel (DE) 1956–1969
- André Jurrès (NL) 1969–1975
- Jacques Guyonnet (CH) 1975–1981
- Siegfried Palm (DE) 1982–1987
- Zygmunt Krauze (PL) 1988–1990
- Michael Finnissy (UK) 1991–1996
- Arne Mellnås (SE) 1996–2002
- Richard Tsang (HK) 2002–2008
- John Davis (AU) 2008–2013
- Peter Swinnen (BE-FLN) 2013–2019
- Glenda Keam (NZ) 2019–2025
- Frank J. Oteri (USA) 2025

## Bedeutende Vorstandsmitglieder
- Darius Milhaud (FR/USA) 1938–1946
- Béla Bartók (HU/USA) 1939–1945
- Alois Hába (CZ) 1946–1948
- Douglas Moore (USA) 1946–1947
- Francis Poulenc (FR) 1946–1947
- Jean Absil (FR) 1948–1950
- Roman Palester (PL) 1948–1949
- Luigi Dallapiccola (IT) 1949–1950
- André Souris (BE/FR) 1951–1952
- Elliott Carter (USA) 1954–1955
- Aaron Copland (USA) 1955–1956
- Alberto Ginastera (AR) 1956–1963
- Roger Sessions (USA) 1956–1963
- Roman Vlad (RO/IT) 1957–1960; 1963–1969
- Mátyás Seiber (HU/UK) 1958–1961
- Witold Lutosławski (PL) 1959–1965
- Friedrich Cerha (AT) 1969–1973
- Rudolf Maros (HU) 1971–1975
- Ingvar Lidholm (SE) 1973–1977
- Jan W. Morthenson (SE), VP 1975–1979
- Hubert S. Howe (USA) 1975–1977
- Włodzimierz Kotoński (PL) 1975–1977
- Yiannis Papaioannou (GR), VP 1977–1979
- Jorge Peixinho (PT) 1977–1981
- Václav Kučera (CZ) 1978–1982
- Joji Yuasa (JP) 1979–1981
- Sten Hanson (SE) 1981–1985
- Tomás Marco (ES) 1981–1983
- Sukhi Kang (KR), VP 1987–1990
- Ana Lara (MX) 1990–1993
- Zoltán Jeney (HU), VP 1994–1999
- Lars Graugaard (DK), Treasurer 1998–2015

## Mitgliederliste (Stand: 6/2025)
Section Members
- ISCM – Australia
- ISCM – Austria
- ISCM – Beijing
- ISCM – British Section
- ISCM – Canada
- ISCM – Chengdu
- ISCM – Chile SCD
- ISCM – Croatia
- ISCM – Denmark
- ISCM – Estonia
- ISCM – Faroe Islands
- ISCM – Finland
- ISCM – Flemish Section
- ISCM – Germany
- ISCM – Gotland
- ISCM – Greece
- ISCM – Hong Kong
- ISCM – Hungary
- ISCM – Iceland
- ISCM – Ireland
- ISCM – Israel
- ISCM – Italy
- ISCM – Japan
- ISCM – Latvia
- ISCM – Lithuania
- ISCM – Nanning
- ISCM – Netherlands
- ISCM – New Zealand
- ISCM – Norway
- ISCM – Poland
- ISCM – Portugal
- ISCM – Romania
- ISCM – Serbia
- ISCM – Shanghai
- ISCM – Slovakia
- ISCM – Slovenia
- ISCM – South Africa
- ISCM – South Korea
- ISCM – Spain
- ISCM – Sweden
- ISCM – Switzerland
- ISCM – Taipei
- ISCM – Turkey
- ISCM – Ukraine
- ISCM – USA
- ISCM – Wallonian Section
- ISCM – Wales

Full Associate Members
- Arfa
- Ensemble Télémaque
- Florida International University
- Japan Federation of Composers JFC
- Le Vivier
- Michigan Technological University
- Music Centre Slovakia
- Music on Main Vancouver
- Musikagileak
- New Music USA
- Prague Spring Festival
- Scottish Music Centre
- Stephen F. Austin State University
- Vietnam Contemporary Music Centre VCMC

Allied Associate Members
- Music Library Association
- The Hong Kong Chinese Orchestra

Affiliated Associate Members
- COSIMTE

Quelle: 

## Ehrenmitglieder
- Louis Andriessen
- Milton Babbitt
- Béla Bartók
- Sten Broman
- Ferruccio Busoni
- John Cage
- Elliott Carter
- Alfredo Casella
- Friedrich Cerha
- Chou Wen-chung
- Edward Clar
- Paul Collaer
- Aaron Copland
- Luigi Dallapiccola
- Edward Dent
- Franz Eckert
- Óscar Esplá
- Manuel de Falla
- Michael Finnissy
- Jacqueline Fontyn
- Vinko Globokar
- Sofia Gubaidulina
- Alois Hába
- Anton Haefeli
- Ernst Henschel
- Paul Hindemith
- Arthur Honegger
- Klaus Huber
- Sukhi Kang
- Zoltán Kodály
- Charles Koechlin
- Zygmunt Krauze
- Ernst Krenek
- György Kurtág
- André Laporte
- Doming Lam
- György Ligeti
- Witold Lutosławski
- Walter Maas
- Gian Francesco Malipiero
- Yori-Aki Matsudaira
- Arne Mellnäs
- Olivier Messiaen
- Darius Milhaud
- Conlon Nancarrow
- Arne Nordheim
- Per Nørgård
- Vítězslav Novák
- Reinhard Oehlschlägel
- Arvo Pärt
- Krzysztof Penderecki
- Goffredo Petrassi
- Willem Pijper
- Maurice Ravel
- Karin Rehnqvist
- Hans Rosbaud
- Hilding Rosenberg
- Albert Roussel
- Antonio Rubin
- Kaija Saariaho
- Paul Sacher
- Linda Catlin Smith
- Hermann Scherchen
- Murray Schafer
- Arnold Schönberg
- Roger Sessions
- Jean Sibelius
- Igor Stravinsky
- Karol Szymanowski
- Toru Takemitsu
- Chris Walraven
- Ralph Vaughan Williams
- Iannis Xenakis
- Chen Yi
- Isang Yun
- Jōji Yuasa